# Yeah! Woo!
 (juillet 2021).
Yeah! Woo! est un break de batterie incluant les voix de Bobby Byrd (Yeah!) et de James Brown (Woo!) qui a été largement échantillonné dans la musique populaire, souvent sous la forme d'une boucle. Le break de batterie est interprété par John "Jabo" Starks (en). Il provient de la chanson de Lyn Collins Think (About It) (en) (1972), une chanson écrite et produite par James Brown, et n'est que l'une des quelques autres pauses fréquemment utilisées contenues dans l'enregistrement, souvent collectivement connues sous le nom de « Think Break ».
En 1987, Think (About It) figure sur le 16e volume de la compilation Ultimate Breaks and Beats (en), une série très populaire parmi les producteurs de hip-hop. Le break est notamment échantillonné pour le morceau It Takes Two (en) de Rob Base and DJ E-Z Rock (en). En date de 2020, des milliers de chansons ont échantillonné Woo! Yeah!. Il est devenu presque omniprésent dans les disques de hip-hop à la fin des années 1980 et au début des années 1990 et continue encore d'être utilisé.